# Murat Önür
Murat Önür (* 15. Februar 1981 in Afşin, Kahramanmaraş, Türkei) ist ein ehemaliger türkischer Fußballspieler.

## Karriere

### Verein
Murat Önür wuchs in der Jugendmannschaft von Çanakkale Dardanelspor auf und wurde 1997 in die erste Mannschaft berufen. Er spielte dort neun Jahre, in denen er in 167 Liga-Spielen zum Einsatz kam und insgesamt vier Ligatore erzielte. Sein Debüt für den Verein gab er in einem Ligaspiel der Spor Toto Süper Lig gegen Beşiktaş Istanbul. Nachdem der Verein nach der Spielzeit 2005/06 in die dritte Liga abgestiegen war, wechselte er zum damaligen Zweitligisten Mardinspor. Dort spielte er eineinhalb Jahre lang, in denen er in 48 Liga-Spielen zum Einsatz kam und ein Tor erzielte. 2008 wechselte Murat Önür zu dem damaligen Zweitligisten Diyarbakırspor, der nach dem Saisonende in die Spor Toto Süper Lig aufstieg. Zu Beginn der neuen Saison wechselte er zum Ligakonkurrenten Eskişehirspor, wo er sich nach zwei Spielzeiten dazu entschied den Verein zu verlassen. Zu Beginn der neuen Spielzeit wechselte er zu Boluspor und nach einer Saison anschließend zu Denizlispor. 2013 wurde Önür von Kartalspor verpflichtet, wo er nach einer Saison seine Spielerkarriere beendete.

### Nationalmannschaft
Murat Önür wurde insgesamt 23-mal in die Nationalmannschaften berufen, in denen er neunmal für die türkische U-17 Nationalmannschaft und sechsmal für die türkische U-18 Nationalmannschaft zum Einsatz kam. In den 23 Spielen, zu denen er in den Kader berufen wurde, kam er 15-mal zum Einsatz.